# Мужская сборная Великобритании по баскетболу
Мужская сборная Великобритании по баскетболу (англ. Great Britain Men's National Basketball Team, Great Britain Basketball, GB Basketball) - национальная команда, представляющая Великобританию на международных соревнованиях по баскетболу. Право выступать за сборную Великобритании имеют игроки Англии, Уэльса и Шотландии. Несмотря на это, считается одной из худших сборных Европы по баскетболу. Отдельно имеют право выступать сборные Англии, Уэльса, Шотландии и Северной Ирландии (последняя не имеет права делегировать игроков в сборную Великобритании кроме как на Олимпийские игры).
Главным тренером сборной с июля 2019 года является британский специалист Нейт Рейнкинг (одновременно работающий с клубом Лиги развития НБА «Кантон Чардж»), самым известным игроком является лёгкий форвард Луол Денг - натурализованный суданец, играющий в команде «Чикаго Буллз».

## История
Первый раз сборная Великобритании появилась на Олимпиаде 1948 года, но проиграла там все 5 матчей. После этого сборная не созывалась, появились отдельные сборные, из которых добилась успеха лишь Англия — 4 попадания в финальную часть чемпионата Европы по баскетболу.
Сборная созвана вновь после того, как Лондону доверили право провести летние Олимпийские игры 2012. Квалифицировалась на ЕвроБаскет 2009, попала в группу к командам Сербии, Словении и Испании и проиграла там все три матча, заняв 13-е место. На ЕвроБаскете 2011 появилась как победитель отборочного раунда, но там снова заняла итоговое 13-е место. Аналогичный результат повторился и на Евробаскете 2013 года, а на чемпионат Европы 2015 года она и вовсе не попала.

## Рекорды и статистика
- Самая крупная победа: 92-43 против сборной Молдавии (+49), 4 августа 2014
- Самое крупное поражение: 78-118 против сборной США (-40), 19 июля 2012
- Самая длинная серия побед: 6, с 21 августа 2007 по 15 сентября 2007
- Наибольшее количество очков в матче: Луол Денг, 38 очков против сборной Боснии и Герцеговины, 26 августа 2010

## Достижения

### Олимпийские игры
| Год   | Место                  | В | П  |
| ----- | ---------------------- | - | -- |
| 1948  | 20-е                   | 1 | 7  |
| 2008  | Не прошла квалификацию |   |    |
| 2012  | 9-е                    | 1 | 4  |
| 2016  | Не прошла квалификацию |   |    |
| 2020  | Не прошла квалификацию |   |    |
| Всего | -                      | 2 | 11 |

### Чемпионат Европы
| Год   | Место                  | В | П  |
| ----- | ---------------------- | - | -- |
| 2009  | 13-е                   | 0 | 3  |
| 2011  | 13-е                   | 2 | 3  |
| 2013  | 13-е                   | 2 | 3  |
| 2015  | Не прошла квалификацию | - | -  |
| 2017  | 22-е                   | 0 | 5  |
| 2021  | 24-е                   | 0 | 5  |
| 2025  |                        |   |    |
| Всего | -                      | 4 | 19 |

## Текущий состав
| Перейти к шаблону «Состав сборной Великобритании по баскетболу» | Состав сборной Великобритании по баскетболу |  |

| Поз. | №  | Имя              | Дата рождения (возраст)   | Рост   | Клуб            |
| ---- | -- | ---------------- | ------------------------- | ------ | --------------- |
| РЗ   | 0  | Джулс Дэнг Акодо | 2 мая 1996 (28 лет)       | 188 см | Бургос          |
| АЗ   | 1  | Кайл Джонсон     | 31 декабря 1988 (36 лет)  | 193 см | Лондон Лайтнинг |
| АЗ   | 3  | Бен Мокфорд      | 18 августа 1989 (35 лет)  | 188 см | Пальма          |
| РЗ   | 4  | Эндрю Лоуренс    | 4 июня 1990 (34 года)     | 188 см | Приштина        |
| З    | 5  | Тедди Окереафор  | 8 ноября 1992 (32 года)   | 193 см | Кимис           |
| ТФ   | 10 | Дэниел Кларк     | 16 сентября 1988 (36 лет) | 208 см | Сан-Себастьян   |
| ЛФ   | 11 | Гарет Маррей     | 23 сентября 1984 (40 лет) | 201 см | Глазго Рокс     |
| Ц    | 13 | Эрик Боатенг     | 20 ноября 1985 (39 лет)   | 208 см | Сен-Валье       |
| РЗ   | 19 | Люк Нельсон      | 29 июня 1995 (29 лет)     | 191 см | Гран-Канария    |
| ТФ   | 20 | Кирон Ачара      | 3 июля 1983 (41 год)      | 208 см | Глазго Рокс     |
| Ц    | 25 | Габриэль Оласени | 29 декабря 1991 (33 года) | 210 см | Фуэнлабрада     |
| АЗ   | 44 | Кофи Джозефс     | 7 сентября 1983 (41 год)  | 198 см | Хертенер Лёвен  |

## Главные тренеры
- Крис Финч (2005—2013)
- Джо Пранти (2013—2017)
- Тони Гарбелотто (2017—2018)
- Альберто Лоренсо (2018—2019)
- Нейт Рейнкинг (2019—н. в.)